# Vanessa Zima
Pour les articles homonymes, voir Zima (homonymie).
Vanessa Zima est une actrice américaine née le 17 décembre 1986  à Phillipsburg dans le New Jersey.

## Biographie
Elle est la fille de Dennis et Marie Zima. Sa grande sœur Madeline et sa petite sœur Yvonne sont également actrices.

## Filmographie
- 1995 : Le club des baby-sitters (The Baby-Sitters Club) de Melanie Mayron : Rosie Wilder
- 1995-1996 : Murder One : Elizabeth Hoffman
- 1997 : L'Or de la vie (Ulee's Gold) de Victor Nuñez : Penny Jackson
- 1997 : Crisis Center : Jenny Maxfield
- 1997 : Le Visiteur (The Visitor) : Melissa
- 1998 : The Rose Sisters de Karen Leigh Hopkins
- 1998 : Vilaine de Michael Steinberg : Inger Christianson
- 2000 : Associées pour la loi (Family Law) : Marie Cameron
- 2000 : Les petits génies des affaires (The Brainiacs.com) de Blair Treu : Kelly Tyler
- 2001 : Zoe de Deborah Attoinese : Zoe
- 2004 : Amy (Judging Amy) : Katie Hadlock
- 2004 : La Vie d'une femme (Cavedweller) de Lisa Cholodenko : Amanda Windsor
- 2006 : The Far Side of Jericho de Tim Hunter : Greta Van Dam
- 2008 : DrHouse (House M.D.) : Becca
- 2011 : The Absent de Sage Bannick : Amy Jones
- 2012 : Manson Girls de Susanna Lo : Katie Krenwinkel
- 2016 : Ma jumelle diabolique (Killing Mommy) de Anthony Lefresne et Curtis Crawford : Becky